# Соловей-Соловушко
«Груня Корнакова», рабочее название — «Соловей-Соловушко» — первый советский полнометражный цветной фильм. Создан в 1935—1936 годах двухцветным виражным способом.

## Сюжет
События в фильме происходят в дореволюционной России. Бунт работниц большого фарфорового завода. После поджога одного из цехов в огне погибает отец Груни. Пожар устроил владелец фабрики с целью получить страховое возмещение. Груня поднимает рабочих на борьбу, но получает ранение. Раненая Груня призывает людей не сдаваться.

## В ролях
- Валентина Ивашёва — Груня Корнакова
- Владимир Баталов — Лузнецов, фабрикант (в титрах Владимир Аталов)
- Михаил Доронин — Модест Петрович Новостьянов
- Иван Лавров — Петя Корнаков, отец Груни
- Елена Максимова — Танька, работница
- Николай Экк — Андрей Рыбников, машинист
- Людмила Тиссэ — шептунья
- Вера Лопатина — Фроська
- З. Кашкарева — Корначиха, мать Груни
- Г. Егорова — жена Лузнецова
- А. Корсаков — мастер
- М. Скавронская — Шадриха, смотрительница
- А. И. Васильева — Варвара
- А. Игнатьева — Фенька
- С. Щепановская — Тяпчиха
- Елена Ануфриева — бригадирша

## Создатели
- Автор сценария: Николай Экк и Регина Янушкевич
- Постановка Николая Экка
- Художник: Иван Степанов
- Композитор: Яков Столляр
- Оператор: Фёдор Проворов
- Звукооператор — Дмитрий Флянгольц

## Детали
- Премьера фильма состоялась 11 июня 1936 года в кинотеатре «Художественный» (Москва)[2].
- Съёмка велась методом «бипак» на две киноплёнки, сложенные эмульсиями. Технология, разработанная энтузиастом кинооператором Фёдором Проворовым, аналогична американскому процессу «Синеколор».
- Было напечатано 60 цветных фильмокопий, остальной тираж печатался на чёрно-белой киноплёнке с одного цветоделённого негатива, содержащего зелёную составляющую изображения[3].